# Кімберлі Колдвелл
Кімберлі Енн Колдвелл (англ. Kimberly Ann Caldwell; нар. 25 лютого 1982, Кейті, Техас, США) — американська поп-рок-співачка, акторка та телеведуча. Була сьомою фіналісткою другого сезону американського реаліті-шоу American Idol. У 2011 випустила свій дебютний альбом «Without Regret». Працювала телеведучою різних шоу та кореспондентом у сфері розважального бізнесу на каналі TV Guide Network.

## Особисте життя
Колдвелл заручилася із професійним гравцем сокеру Джорданом Харві; пара зустрілася у Філадельфії, коли Харві грав за Філадельфія Юніон. 31 грудня 2014 Колдвелл і Харві одружилися у Палм-Спрінгз в Каліфорнії. У травні 2015 було оголошено, що подружжя чекає свою першу дитину, дівчинку. 7 жовтня 2015 у них народилася дочка Харлоу Монро Харві.

## Дискографія
Альбоми
- Without Regret (2011)

Сингли
- Who Will You Run To (2006)
- Fear of Flying (2008)
- Mess of You (2009)
- Desperate Girls & Stupid Boys (2010)
- Naked (2011)

Музичне відео
| Рік  | Відео                           | Режисер    |
| ---- | ------------------------------- | ---------- |
| 2010 | "Mess of You"                   | Skinny     |
| 2011 | "Desperate Girls & Stupid Boys" | Lex Halaby |